# Samsung Galaxy Ace Plus
Il Samsung Galaxy Ace Plus (GT-S7500) era, appena uscito, uno smartphone di fascia media prodotto da Samsung.
Fa parte della serie Samsung Galaxy ed è una variante del Galaxy Ace.
È stato annunciato da Samsung il 3 gennaio 2012 e messo in commercio da marzo 2012.
È disponibile in due colorazioni: nero e bianco.

## Caratteristiche tecniche

### Dimensioni e massa
- Altezza: 114,5 millimetri
- Larghezza: 62,5 millimetri
- Spessore: 11,2 millimetri
- Massa: 115 grammi

### Sistema operativo
- Android 2.3.6 Gingerbread

### Display
- Display: multi-touch capacitivo
- Dimensioni: 3,65 pollici
- Risoluzione: 320x480

### Fotocamera
- Fotocamera posteriore: 5 megapixel

### Hardware
- Processore: Snapdragon single core 1 GHz
- Memoria RAM: 512 megabyte (solo 398 disponibili all'utente)
- Memoria interna: 3 gigabyte (espandibile con microSD fino a 32 gigabyte)
- Connettività: Wi-Fi, GPS, EDGE, 3G, Bluetooth 3.0

## Differenze con l'originale
L'Ace Plus ha uno schermo più grande (3.65 pollici) e un chipset più performante (passa da 800 MHz del Samsung Galaxy Ace a 1 GHz). Il telefono è stato distribuito nel Regno Unito il 17 marzo 2012..

## Aggiornamento del firmware
Il telefono avrebbe dovuto essere aggiornato ufficialmente alla versione Android 4.1.2 Jelly Bean. Tuttavia, essendoci molte complicazioni per l'elaborazione del firmware, e dati i problemi che lo stesso firmware ha dato in modelli di fascia superiore come il Galaxy S Advance e l'attenzione su altri modelli top di gamma, Samsung, anche per evitare futuri problemi, legati all'hardware di fascia bassa, ai possessori del dispositivo in questione, ha abbandonato il progetto, anche per dedicarsi approfonditamente alla realizzazione di software per altri dispositivi di fascia alta, basandosi oltretutto sul fatto che la maggior parte dei cellulari Android di fascia bassa di Samsung, sono fermi alla versione 2.3.6, sia per motivi relativi all'incompatibilità hardware, sia per scopi commerciali.
È sempre possibile aggiornare il cellulare tramite aggiornamenti non ufficiali, come CyanogenMod 10, 10.1, 10.2, 11 o altre Rom, stando attenti però sulla scelta della Rom, perché data l'incompatibilità con la fotocamera e con altri componenti hardware, quali il bluetooth, molti utenti hanno lamentato svariati problemi con le CyanogenMod, o anche con altre Rom. Tuttavia esiste la Speedmod Rom realizzata da un utente di Androidiani (Giugiu19) basata su Android Kitkat 4.4.4 ed è quasi esente da bug. Ormai nel 2015 anche il supporto non ufficiale non risulta essere attivo.